# Clinopodium nanum
Clinopodium nanum là một loài thực vật có hoa trong họ Hoa môi. Loài này được (P.H.Davis & Doroszenko) Govaerts mô tả khoa học đầu tiên năm 1999.